# Brasiloctis
Brasiloctis is een geslacht van hooiwagens uit de familie Triaenonychidae.
De wetenschappelijke naam Brasiloctis is voor het eerst geldig gepubliceerd door Mello-Leitão in 1938. 

## Soorten
Brasiloctis is monotypisch en omvat slechts de volgende soort:
- Brasiloctis bucki